# کوتا میزونوما
کوتا میزونوما (انگلیسی: Kota Mizunuma؛ زادهٔ ۲۲ فوریهٔ ۱۹۹۰) بازیکن فوتبال اهل ژاپن است.
از باشگاه‌هایی که در آن بازی کرده‌است می‌توان به باشگاه فوتبال یوکوهاما مارینوس، باشگاه فوتبال توکیو، باشگاه فوتبال ساگان توسو، و باشگاه ورزشی توچیگی اشاره کرد.
وی همچنین در تیم‌های ملی فوتبال زیر ۱۷ سال ژاپن، زیر ۲۰ سال ژاپن، و زیر ۲۰ سال ژاپن، و زیر ۲۰ سال ژاپن، و زیر ۲۳ سال ژاپن بازی کرده‌است.
وی در مسابقات کشوری و بین‌المللی در مجموع برندهٔ ۱ مدال طلا شده‌است.